# 布魯克斯·羅賓森
小布魯克斯·卡伯特·羅賓森（英語：Brooks Calbert Robinson, Jr，1937年5月18日—2023年9月26日），美国职业棒球运动员，曾經是美國職棒大聯盟巴爾的摩金鶯隊的明星三壘手，有「人類吸塵器」（the Human Vacuum Cleaner）的美稱，並得過16次金手套獎。1999年入選美國職棒大聯盟世紀球隊。

## 外部連結
- 布魯克斯·羅賓森在美國職棒官網（英语）
- 布魯克斯·羅賓森在Baseball-Reference.com（大聯盟）（英语）
- 布魯克斯·羅賓森在Baseball-Reference.com（小聯盟以及海外聯盟）（英语）
- 布魯克斯·羅賓森在ESPN（MLB）（英语）
- 布魯克斯·羅賓森在FanGraphs.com（英语）
- 布魯克斯·羅賓森在Retrosheet（英语）
- 布魯克斯·羅賓森在Baseball Almanac（英语）
- 布魯克斯·羅賓森在The Baseball Cube（英语）
- 布魯克斯·羅賓森在Baseball Hall of Fame（英语）